# Eudonia actias
Eudonia actias là một loài bướm đêm trong họ Crambidae.